# Octave Mirbeau
Octave Mirbeau (født 16. februar 1848 i Trévières (Calvados), død 16. februar 1917 i Paris) var en fransk journalist, kunstkritiker og forfatter af romaner, noveller og komiske teaterstykker.

## Biografi
Octave Mirbeau indledte sin karriere som journalist og trådte ind i redaktionen af bonapartist-organet L'Ordre de Paris (1872). Men han begyndte snart at skrive for at udtrykke sine personlige meninger (1884-1885). Han støttede aktivt anarkismen og var en markant forsvarer i skrift for Alfred Dreyfus (1898-1899). Han udkæmpede mange dueller.
Skønlitterært begyndte han som ghostwriter, men i 1886 udgav han sin første roman under eget navn, Le Calvaire. Hans forfatterskab er præget af overgangen mellem romantikken (L'Abbé Jules), naturalismen (Le Journal d'une femme de chambre - En Kammerpiges Dagbog) og moderniteten (Dans le ciel, La 628-E8). Hans teaterstykker har ofte satirisk præg i traditionen fra Molière, og blandt hans kendteste stykker er Forretning er forretning (Les affaires sont les affaires, 1903, opført med Olaf Poulsen og Henrik Malberg i 1904).

## Oversættelser
Oversat til dansk er romanerne Vejen til Golgofa (Le Calvaire), da 1912, og Abbed Julius (L'Abbé Jules), da 1919.  
Tre komedier var repræsenteret i Danmark: Forretning er forretning (Les affaires sont les affaires, 1904), Samvittighedsnag (Scrupules, 1910) og Tegnebogen (Le Portefeuille, overs. af Georg Brandes, 1927).

## Citater
- « Forretning er forretning. »
- « De, som tier, siger mere end dem, som taler hele tiden. »

## Værker
- Le Calvaire (1886), roman (Vejen til Golgota, overs. af Valdemar Andersen, Martins Forlag, 1912).
- L'Abbé Jules, roman (1888) (Abbed Julius, overs. af P. Grove, Kria, 1919).
- Sébastien Roch, roman (1890).
- Dans le ciel, roman (1892-1893).
- Les Mauvais bergers, drama (1897).
- Le Jardin des supplices [“Pinslernes have”], roman (1899).
- Le Journal d'une femme de chambre (En Kammerpiges Dagbog), roman (1900).
- Les 21 jours d'un neurasthénique [“En neurastenikers 21 dage”], roman (1901).
- Les affaires sont les affaires, komedie (1903) (Forretning er forretning, 1904).
- Farces et moralités (1904) (Samvittighedsnag, Tegnebogen, Les Amants, L'Épidémie, Vieux ménages og Interview).
- La 628-E8, roman (1907).
- Le Foyer, komedie (1908).
- Dingo, roman (1913).
- Un gentilhomme, roman (1920).
- Les Mémoires de mon ami, roman (1920).
- Contes cruels (1990).
- L'Affaire Dreyfus (1991).
- Lettres de l'Inde (1991).
- Combats esthétiques, kunstkritik (1993).
- L'Amour de la femme vénale (1994).
- Combats littéraires, litteraturkritik (2006).
- Les Dialogues tristes (2006).
- Correspondance générale, korrespondance, I (2003), II (2005), III (2009).